# Jayme Garfinkel
Jayme Brasil Garfinkel é um investidor brasileiro e acionista controlador do Grupo Porto Seguro.
Garfinkel é formado em Engenharia Civil pela Escola Politécnica da Universidade de São Paulo (1970) e pós-graduado em Administração de Empresas pela Fundação Getúlio Vargas (1975). 
Em 1972, sua família adquiriu a Porto Seguro e, em 1º de junho do mesmo ano, Garfinkel ingressou na empresa como Assistente de Diretoria, vindo a assumir a função de Diretor Vice-Presidente em 1978.  
Garfinkel foi membro do Conselho Nacional de Seguros Privados (CNSP), de 1987 a 1991, e Presidente do Sindicato de Seguros Privados e de Capitalização de Empresas do Estado de São Paulo de 1989 a 1990. 
Esteve à frente da Porto Seguro por 47 anos, inclusive como Presidente do Conselho de Administração, posição que ocupou até junho de 2019, quando foi substituído por seu filho, Bruno Garfinkel. 
Atualmente, é Presidente das holdings da família, controladoras do Grupo Porto Seguro, e atua, desde 1991, como Presidente da Associação Crescer Sempre, que se dedica à melhoria da Educação, e do Conselho do Instituto Ação pela Paz, criado em 2015,  que trabalha para a melhoria do Sistema Prisional com foco na redução da reincidência criminal.